# Chamaedoreeae
Chamaedoreeae, tribus palmi, dio potporodice Arecoideae. Sastoji se od 5 rodova, od kojih samo jedan (Hyophorbe) nije američki, nego sa otoka Mauricijus, Rodrigues, Réunion.
Tipičan rod Chamaedorea raširen je po tropskoj Americi od Meksika na jug do Brazila, Perua i Bolivije, pripada mu 105 vrsta, od kojih je tipična Areca catechu.

## Rodovi
1. Chamaedorea Willd.
2. Gaussia H.Wendl.
3. Hyophorbe Gaertn.
4. Synechanthus H.Wendl.
5. Wendlandiella Dammer